# این (فیلم ۱۹۲۷)
این (انگلیسی: It) فیلمی در ژانر کمدی رمانتیک و کمدی به کارگردانی کلارنس جی. بدجر و جوزف فون اشترنبرگ است که در سال ۱۹۲۷ منتشر شد.

## بازیگران
- کلارا بو
- آنتونیو مورنو
- ویلیام آستین
- ژاکلین گادسدن
- الینور گلین
- گری کوپر
- لوید کوریگان
- دورتی تری